# 花苞报春
花苞报春（学名：Primula involucrata）为报春花科报春花属下的一个种。